# Montsurvent
Montsurvent est une ancienne commune française du département de la Manche et de la région Normandie, peuplée de 439 habitants, commune déléguée au sein de Gouville-sur-Mer depuis le 1er janvier 2019.

## Géographie

### Localisation
| Geffosses            | Muneville-le-Bingard | Muneville-le-Bingard |
| Geffosses, Boisroger | Montsurvent          | Ancteville           |
| Boisroger            | Boisroger, Servigny  | Servigny             |

## Toponymie
Le nom de la localité est attesté sous les formes de Monte supra ventum vers 1280, Mont-sur-Ventum sans date.
De l'oïl mont et sur le vent, « exposé au vent ».
 Montsurvent est sur une hauteur arrondie à 6 km de la mer.
Le gentilé est Montsurventais.

## Histoire
Déjà peuplée à l’époque gallo-romaine et située à un carrefour de voies importantes, Montsurvent s’appelait alors Monte Supra Ventum. Des monnaies, des poteries et des tuiles datant de cette époque ont d'ailleurs été retrouvées à la fin du XIXe siècle et prouvent que le lieu était bien habité.
L'ancienne foire aux oies de Montsurvent attestée dès 1100 par une donation de Richard, comte de Mortain et sa femme Mathilde, à l'abbaye de Saint-Évroult, perdura jusqu’en 1963. Très importante, elle perdit cependant de sa renommée au détriment d’autres foires créées ailleurs.
L'année 1348 vit apparaître la peste noire. Montsurvent perdit deux tiers de ses habitants. La maladie fit de tels ravages que les morts, étaient déposés sur le seuil des maisons et enterrés à la hâte dans une fosse commune. La légende dit que la séparation du bourg vient de cette époque.
Durant la guerre de Cent Ans, la région fut constamment ravagée par les incursions anglaises. Comme la plupart de ses voisines, Montsurvent subit l’occupation entre 1420 et 1450. Un corps de garde était même installé à la Sorière, dans la grange du manoir. Ce bâtiment existe encore aujourd’hui. C’est le plus vieux de la commune.
Il ne reste rien de l’église qui existait dans la paroisse en 1251. Celle-ci étant probablement en bois. L’édifice qui se dresse actuellement dans le cimetière date du XIVe siècle pour la partie la plus ancienne (tour, clocher, portail) et du XIXe siècle pour la plus récente (nef). Les deux chapelles qui lui donnent la forme de croix latine ont été construites en 1784–1785.
Le dernier seigneur de Montsurvent fut Joseph Gabriel Darros de Vaugoubert et pour le fief de Bactot, Jean-Baptiste de Mary.
Louis Dauvin-Les Jardins, premier maire de Montsurvent représenta la commune à l'Assemblée primaire du canton et fut désigné électeur du canton. À la Révolution, Armand Robin, prêtre de Montsurvent refusa de prêter serment à la constitution civile du clergé et s'exila à Jersey puis à Monkwearmouth en Écosse. À son retour en France, il sera curé de Muneville-le-Bingard.
Le 1er janvier 2019, la commune fusionne au sein de Gouville-sur-Mer avec Anneville-sur-Mer et Servigny.

## Politique et administration

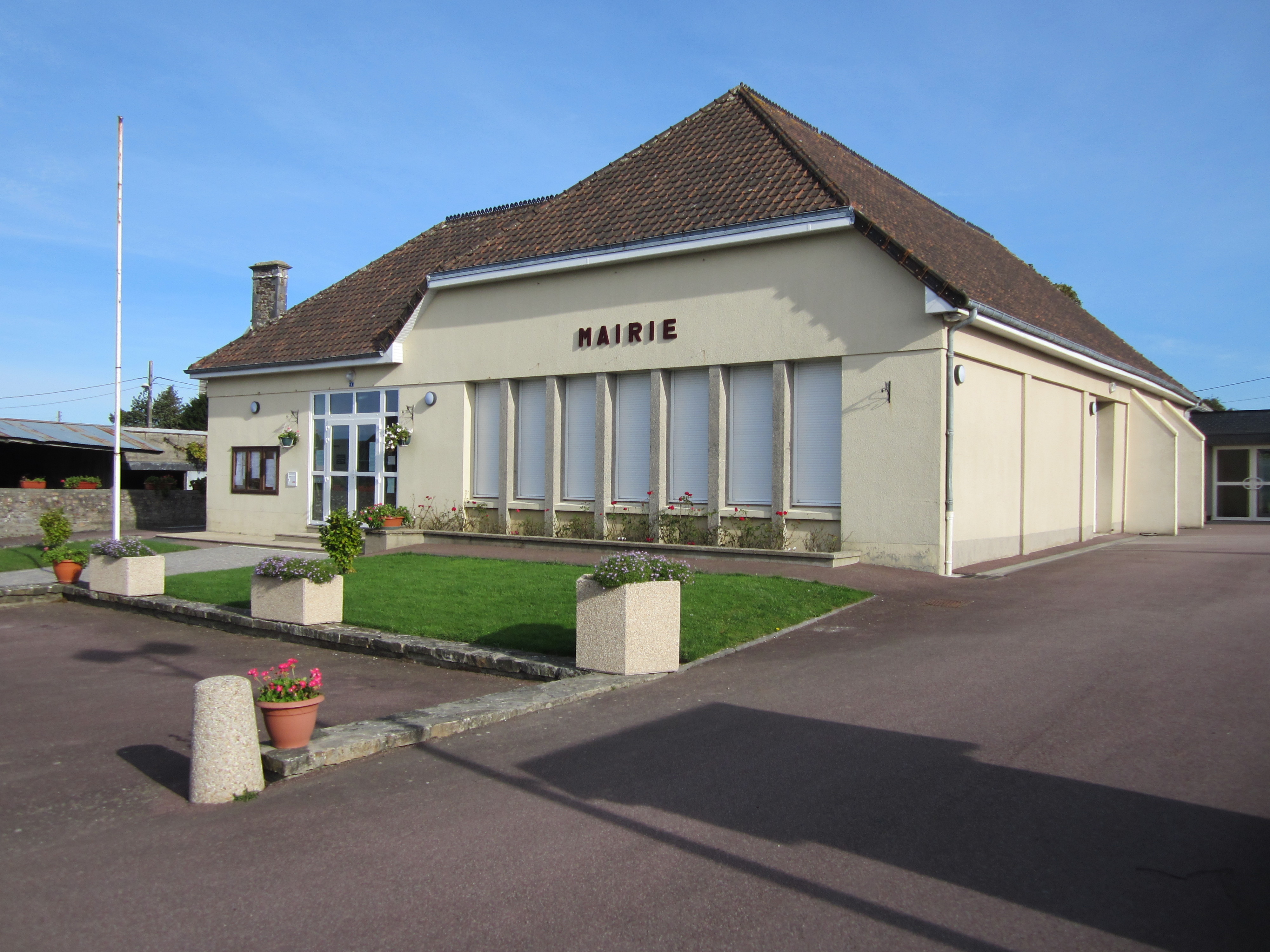
La mairie.

### Liste des maires
| Période   | Période                | Identité                       | Étiquette | Qualité                    |
| --------- | ---------------------- | ------------------------------ | --------- | -------------------------- |
| 1790      | 1796                   | Louis Augustin Dauvin          |           |                            |
| 1796      | 1797                   | Louis Lenoblet                 |           |                            |
| 1797      | 1797                   | Louis Augustin Dauvin          |           |                            |
| 1797      | 1799                   | Louis Le Rosey                 |           |                            |
| 1800      | 1806                   | Jean-Baptiste Lecouvey         |           |                            |
| 1806      | 1815                   | Louis Augustin Dauvin          |           |                            |
| 1815      | 1829                   | Isidore Dauvin                 |           |                            |
| 1829      | 1830                   | Jean-Baptiste Lecouvey         |           |                            |
| 1830      | septembre 1840 (décès) | Julien Épiard                  |           |                            |
| 1840      | 1848                   | Louis Dauvin                   |           |                            |
| 1848      | juin 1866 (décès)      | Jean-Baptiste Leclère          |           |                            |
| 1866      | 1870                   | Honoré Poulain                 |           |                            |
| 1870      | 1874                   | Eugène Bonte                   |           |                            |
| 1874      | 1878                   | Georges Hélye                  |           |                            |
| 1878      | 1892                   | Pierre Gasnier                 |           |                            |
| 1892      | 1906                   | Alfred Bonté                   |           |                            |
| 1906      | avril 1922 (décès)     | Charles Marest                 |           |                            |
| juin 1922 | 1930                   | Georges Euvremer               |           |                            |
| 1930      | mars 1959              | Alfred Bonté                   |           |                            |
| mars 1959 | mars 1977              | Léon Le Bouteiller             |           |                            |
| mars 1977 | mars 1983              | Aimable Leloutre               |           | Retraité                   |
| mars 1983 | mars 1989              | Auguste Poincheval (1920-2010) |           |                            |
| mars 1989 | mars 2001              | Léon Le Bouteiller             |           |                            |
| mars 2001 | mars 2008              | Daniel Lemoine (1932-2018)     |           | Artisan menuisier retraité |
| mars 2008 | décembre 2018          | Gisèle Alexandre               | SE        | Assistante maternelle      |

Le conseil municipal était composé de onze membres dont le maire et deux adjoints.

### Liste des maires délégués
| Période      | Période   | Identité            | Étiquette | Qualité               |
| ------------ | --------- | ------------------- | --------- | --------------------- |
| janvier 2019 | juin 2020 | Gisèle Alexandre    | SE        | Assistante maternelle |
| juin 2020    | En cours  | Christophe Bourgeot | SE        | Agriculteur           |

## Démographie
L'évolution du nombre d'habitants est connue à travers les recensements de la population effectués dans la commune depuis 1793. À partir du 1er janvier 2009, les populations légales des communes sont publiées annuellement dans le cadre d'un recensement qui repose désormais sur une collecte d'information annuelle, concernant successivement tous les territoires communaux au cours d'une période de cinq ans. 
Pour les communes de moins de 10 000 habitants, une enquête de recensement portant sur toute la population est réalisée tous les cinq ans, les populations légales des années intermédiaires étant quant à elles estimées par interpolation ou extrapolation. Pour la commune, le premier recensement exhaustif entrant dans le cadre du nouveau dispositif a été réalisé en 2006,.
En 2021, la commune comptait 439 habitants, en évolution de +5,02 % par rapport à 2015 (Manche : +0,44 %, France hors Mayotte : +2,49 %). 
Au premier recensement républicain, en 1793, Montsurvent comptait 808 habitants, population jamais atteinte depuis.
| 1793 | 1800 | 1806 | 1821 | 1831 | 1836 | 1841 | 1846 | 1851 |
| ---- | ---- | ---- | ---- | ---- | ---- | ---- | ---- | ---- |
| 808  | 687  | 705  | 702  | 576  | 603  | 632  | 657  | 637  |

| 1856 | 1861 | 1866 | 1872 | 1876 | 1881 | 1886 | 1891 | 1896 |
| ---- | ---- | ---- | ---- | ---- | ---- | ---- | ---- | ---- |
| 609  | 571  | 527  | 511  | 485  | 475  | 446  | 447  | 415  |

| 1901 | 1906 | 1911 | 1921 | 1926 | 1931 | 1936 | 1946 | 1954 |
| ---- | ---- | ---- | ---- | ---- | ---- | ---- | ---- | ---- |
| 411  | 398  | 400  | 342  | 358  | 401  | 385  | 401  | 357  |

| 1962 | 1968 | 1975 | 1982 | 1990 | 1999 | 2006 | 2011 | 2016 |
| ---- | ---- | ---- | ---- | ---- | ---- | ---- | ---- | ---- |
| 371  | 346  | 292  | 272  | 283  | 279  | 324  | 347  | 448  |

| 2019 | - | - | - | - | - | - | - | - |
| ---- | - | - | - | - | - | - | - | - |
| 483  | - | - | - | - | - | - | - | - |

## Lieux et monuments

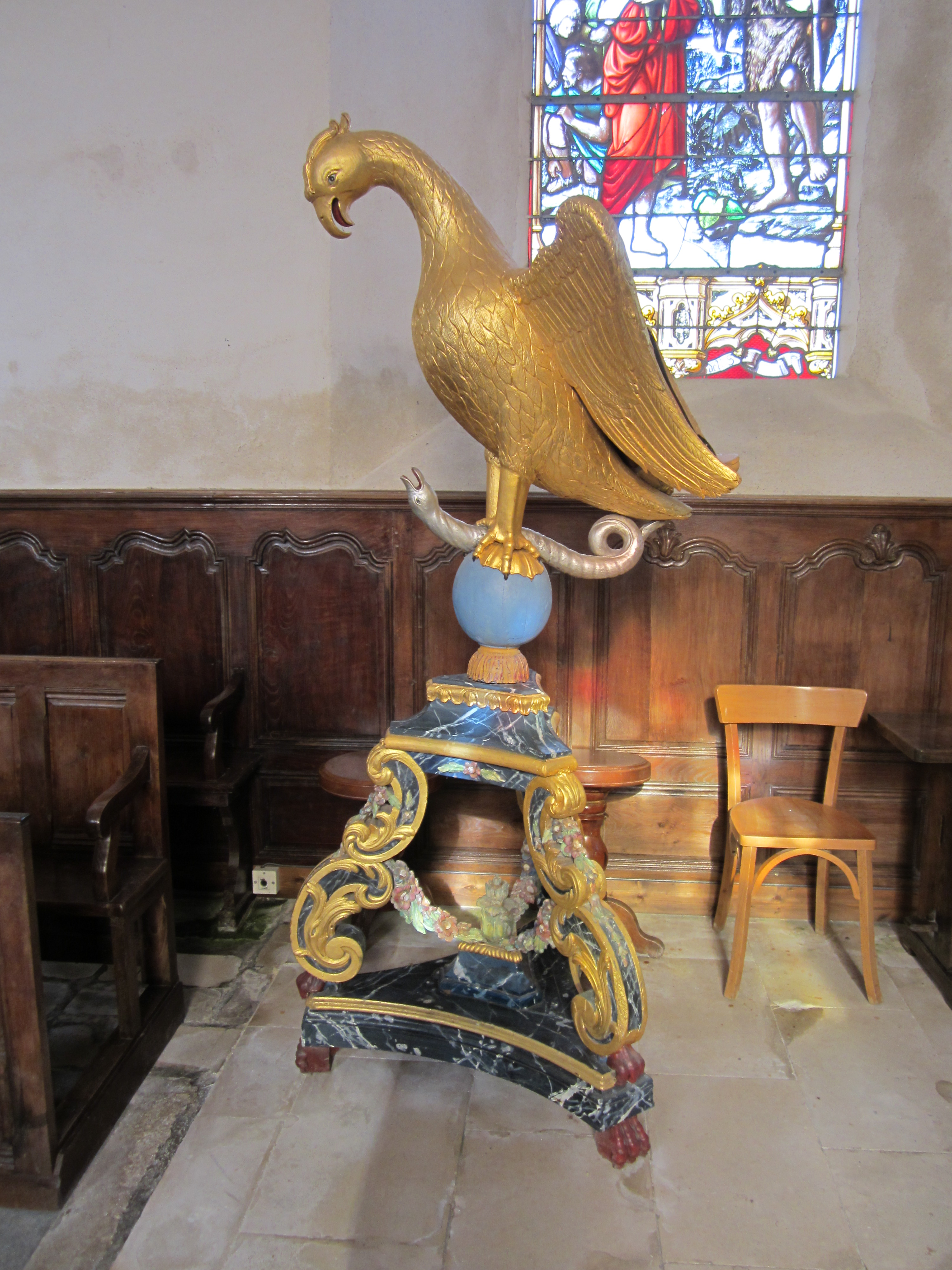
Aigle-lutrin.

- Église Saint-Martin des XIVe, XVIe – XIXe siècles et chapelles latérales de 1785 et 1842. Elle abrite plusieurs objets mobiliers classés au titre objet aux monuments historiques depuis 1982[12] : un maître-autel baroque installé en 1729, un aigle-lutrin (XVIIIe), les tableaux la lapidation de saint Étienne et Marie, refuge des pêcheurs (XVIIIe) et deux autels secondaires, ainsi que des stalles (XVIIIe), des statues (XVIe et XVIIe), une verrière (XIXe) de Bessac de Grenoble, G. Merken d'Angers et R. Lardeur de Paris, des fonts baptismaux (XVIe)[5].
- Le presbytère, portail du XVIIe siècle, ancienne mairie (XIIIe siècle) dans le cimetière.
- Manoir des Épaisses. En ruine depuis 1837, il a été restauré par Claude Camboulas, son propriétaire, parisien qui venait en vacances à Montsurvent.
- Ancien moulin à vent des Épaisses (XVIIe – XVIIIe siècle).
- Croix de chemin (XIXe siècle) et une autre (XVIIe siècle) au pied de laquelle saint jean Eudes aurait prêché en 1669. Deux croix (XVIIe et XVIIIe siècles) et chêne dans le cimetière.
- Chemins pédestres.
- Plage à 7 km.